# Bank of China Mansion
Le Bank of China Mansion est un gratte-ciel de 241 mètres construit en 1999 à Qingdao en Chine.